# Самолётом, поездом, машиной
«Самолётом, поездом, машиной» (также «Самолётом, поездом и автомобилем», англ. Planes, Trains and Automobiles) — американская кинокомедия режиссёра Джона Хьюза 1987 года с Джоном Кэнди и Стивом Мартином в главных ролях.

## Сюжет
Нил Пейдж — специалист по маркетингу. Представив очередной вариант рекламной кампании, он стремится домой к семье из Нью-Йорка в Чикаго на День благодарения. Однако добраться оказывается нелегко, погода портится, самолёты не летят куда нужно и часовое путешествие затягивается на несколько дней. В дороге он встречается со странным и нелепым человеком Дэлом Гриффитом, коммивояжёром, который продаёт кольца для душевых занавесок. Дэл и Нил поневоле становятся спутниками, так как оба направляются в Чикаго.
Дэл на редкость неприспособленный к совместной кочевой жизни человек, если бы не его врождённый оптимизм, то с ним было бы совсем тяжело. В пути они переживают целый ряд приключений, им даже приходится делить на двоих одноместный гостиничный номер. К концу путешествия Нил привыкает к чудачествам спутника и, с некоторым сожалением в душе, расстается с Дэлом, достигнув цели путешествия — вокзала в Чикаго. И тут он вдруг открывает главный секрет своего приятеля, который тот тщательно скрывал — Дэл бездомный и одинокий человек, жена, о которой он часто говорит, давно умерла. Фильм заканчивается тем, что Нил возвращается домой вместе с Дэлом, чтобы вместе со своей семьёй отпраздновать День благодарения.

## В ролях

Маршрут Дела и Нила показан сплошными линиями. Пунктиром показан кратчайший путь из Нью-Йорка в Чикаго

| Актёр / Актриса | Роль в фильме                         |
| --------------- | ------------------------------------- |
| Стив Мартин     | Нил Пейдж                             |
| Джон Кэнди      | Дэл Гриффит                           |
| Лайла Робинс    | Сьюзан Пейдж                          |
| Майкл Маккин    | полицейский                           |
| Кевин Бейкон    | пассажир такси в Нью-Йорке            |
| Дилан Бейкер    | Оуэн                                  |
| Эди Макклёрг    | сотрудница службы проката автомобилей |
| Дайана Дуглас   | Пег                                   |

## Саундтрек
| №   | Название                                                                      | Исполнитель(ница)        | Длительность |
| --- | ----------------------------------------------------------------------------- | ------------------------ | ------------ |
| 1.  | «I can take anything» (Дэвид Стил, Энди Кокс и Джон Хью)                      | Стив Мартин и Джон Кэнди | 3:46         |
| 2.  | «BA-NA-NA-BAM-Boo» (Элизабет Вествуд, Ник Бартон и Роберт Андрию)             | The Westworld            | 2:58         |
| 3.  | «I’ll show you something special» (Десдмонд Моррис, Марк Моррис и Стив Браун) | «Валаам» и «Ангелы»      | 3:28         |
| 4.  | «Modigliani» (Сюзан Оттавиано, Джейд Ли и Теодор Оттавиано)                   | The Book of Love         | 3:53         |
| 5.  | «Power To Believe» (Ник Лэрд-Клаус и Габриэль Гилберт)                        | Academy of Sleep         | 5:13         |
| 6.  | «Six days on the road» (Эрл Грин и Карл Монтгомери)                           | Стив Эрл и The Dukes     | 3:06         |
| 7.  | «Gonna Move» (Дэйв Эдмундс и Ник Лойе)                                        | Дэйв Эдмундс             | 3:32         |
| 8.  | «Back In Baby's Arms» (Бобби Монтгомери)                                      | Эммилу Харрис            | 2:02         |
| 9.  | «Red River Rock» (Том Кинг, Ира Мак и Фред Мендельсон)                        | Johnny & The Hurricanes  | 3:26         |
| 10. | «Wheels» (Крис Хиллман и Грэм Парсонс)                                        | The stars of heaven      | 3:08         |